# Campethera
Genre
Campethera est un genre d'oiseaux de la famille des Picidae, endémique de l'écozone afrotropicale. Selon les auteurs, il comprend entre 11 et 14 espèces.

## Liste des espèces
D'après la classification de référence (version 14.1, 2024) du Congrès ornithologique international (ordre phylogénique) :
- Campethera punctuligera – Pic à taches noires
- Campethera bennettii – Pic de Bennett
- Campethera scriptoricauda – Pic de Reichenow
- Campethera nubica – Pic de Nubie
- Campethera abingoni – Pic à queue dorée
- Campethera mombassica – Pic de Mombasa
- Campethera notata – Pic tigré
- Campethera cailliautii – Pic de Cailliaud
- Campethera maculosa – Pic barré
- Campethera tullbergi – Pic de Tullberg
- Campethera taeniolaema – Pic à raies fines